# Glyphidops ochreus
Glyphidops ochreus är en tvåvingeart som beskrevs av Willi Hennig 1937. Glyphidops ochreus ingår i släktet Glyphidops och familjen Neriidae. Inga underarter finns listade i Catalogue of Life.